# Sharelin
Sharelin è un client peer to peer open source per la rete Gnutella2 (conosciuta anche come G2) con interfaccia grafica web-based (il che significa che vi si accede tramite normale browser web). Attualmente è l'unico client Gnutella2 pensato esplicitamente per sistemi Unix e Unix-like.

## Storia
Nato nel 2008, il progetto è ospitato da SourceForge. Sharelin implementa molte o tutte le caratteristiche della rete Gnutella2 utilizzate da Shareaza.
Il programma interagisce con l'utente tramite interfaccia web-based, permettendone il controllo per mezzo di un normalissimo browser. Cosa che ne rende l'uso possibile in tutti i diversi ambienti grafici comunemente utilizzati dalle varie distribuzioni GNU/Linux senza che l'utente debba installare librerie grafiche aggiuntive non appartenenti al proprio ambiente desktop.
L'ideatore e lo sviluppatore di Sharelin è "Sav", uno degli sviluppatori del progetto Shareaza. L'idea iniziale alla base di Sharelin era quella di consentire a Shareaza e alla rete Gnutella2 di caricare e scaricare file anche poggiandosi su server Unix-based. Le ultime informazioni sul progetto iniziale sono presenti sul forum di Shareaza e sulla homepage di Sharelin.

## Caratteristiche
Leggerissimo e potente, scritto per poter girare anche su un normalissimo router, una piccola porzione del suo codice è basata su Shareaza. Questo giustifica la somiglianza dei due nomi.
Tuttavia non più di circa 100 linee di codice sono state prese direttamente da Shareaza. L'intero codice della rete G2 ad esempio è stato completamente riscritto da zero e le implementazioni per l'hashing e la codifica base32/64 utilizzano codice importato da altri progetti simili distribuiti sotto medesima licenza GPL o altre licenze free software..
Un port di Sharelin per le distribuzioni basate su Arch Linux (il che comprende anche Arch Linux stessa ovviamente) è attivamente mantenuto su AUR.